# Makrobiotik
Der Begriff Makrobiotik (von altgriechisch μακρός makros „groß“, und βιοτικός biotikos „das Leben betreffend“) entstand in der Antike und bezeichnet eine Lebensweise, die zu einem gesunden, langen Leben führen soll.
Die neuzeitliche Makrobiotik als „Lehre von einem langen Leben“ wurde im Wesentlichen 1797 durch das Werk von Christoph Wilhelm Hufeland geprägt.

## Geschichte und Entwicklung der Makrobiotik
Der Begriff makróbios (μακρόβιος) wurde schon von Herodot und Hippokrates von Kos verwendet. Sie bezeichneten damit Menschen, die gesund sind und sehr alt werden.  Aristoteles und andere klassische Autoren beschrieben einen Lebensstil als Makrobiotik, der auf einer einfachen Ernährungsweise fußt und Gesundheit und ein langes Leben verspricht. Im deutschen Sprachraum taucht die Bezeichnung 1796 in Christoph Wilhelm Hufelands Hauptwerk „Die Kunst, das menschliche Leben zu verlängern“ auf.
Eine neuere Form von Makrobiotik wurde im Wesentlichen von dem Japaner Georges Ohsawa begründet. Sie ist eine auf taoistischen Lehren und asiatischen Traditionen basierende Ernährungs- und Lebensweise, die nach dem Zweiten Weltkrieg im Rahmen der New-Age-Bewegung auch in der westlichen Welt zahlreiche Anhänger fand. Nach dem Tod von Ohsawa wurde seine Lehre von einigen seiner Schüler modifiziert und weiterentwickelt.

### Sagen Ishizuka und die Shoku-Yo-Bewegung („Heilung durch Essen“)
Die Wurzeln eines ebenfalls Makrobiotik genannten Konzeptes liegen in Japan. Der japanische Militärarzt Sagen Ishizuka (石塚左玄, 1850–1910) entwickelte Ende des 19. Jahrhunderts eine Theorie, welche die traditionelle fernöstliche Philosophie mit den westlichen Wissenschaften Biologie, Chemie und Medizin vereinen sollte. Die Ergebnisse veröffentlichte Ishizuka in seinen beiden Hauptwerken, „Theorie der Langlebigkeit“ (1897) und „Ernährung zur Gesundheit“ (1898). Im Jahr 1909 gründeten die Anhänger Ishizukas in Japan die Bewegung Shoku-Yō („Heilung durch Essen“), die ein Gegengewicht zum damaligen japanischen Zeitgeist bilden wollte, der sich ihrer Auffassung nach zu stark an europäischen Werten und den Naturwissenschaften orientierte. Anhänger der Shoku-Yo-Bewegung kritisierten die Übernahme des modernen westlichen Lebensstils, insbesondere die symptomorientierte Medizin und die Ernährungsgewohnheiten. Stattdessen wurde die traditionelle japanische Ernährung aus ganzen, unverarbeiteten Lebensmitteln empfohlen, ohne Verwendung von Milch und anderen tierischen Produkten. Die Heilkunst des Arztes Sagen Ishizukas beruhte auf fünf zentralen Annahmen:
- Die Ernährung sei die Grundlage für Glück und Gesundheit.
- Natrium und Kalium seien die wichtigsten Determinanten, deren Gleich- beziehungsweise Ungleichgewicht die Qualität eines Lebensmittels bestimme (vgl. Yin und Yang).
- Vollkorngetreide sei das der Menschheit angemessene Hauptnahrungsmittel.
- Die Nahrungsmittel sollten ganz und natürlich belassen verzehrt werden.
- Es sollten nur Nahrungsmittel aus der Region zur jeweiligen Saison verwendet werden.

### Georges Ohsawa
Der Japaner Georges Ohsawa (eigentlich Sakurazawa Nyoichi, 桜沢如一, 1893–1966), der als Jugendlicher unter Tuberkulose litt und bereits seine Mutter und mehrere Geschwister durch diese Krankheit verloren hatte, hörte von Ishizukas Heilungsansatz und befolgte dessen Ratschläge. Als er meinte, seine vollständige Gesundheit aufgrund der Empfehlungen von Ishizuka wiedererlangt zu haben, trat er der Shoku-Yo-Gemeinschaft bei und wurde schließlich deren Präsident. Ohsawa, der Ishizuka nicht persönlich kannte, entwickelte dessen Philosophie und die zugehörigen Ernährungsregeln weiter. Unter dem alten Namen „Makrobiotik“, den er von Hufeland übernommen hatte, machte Ohsawa seine Lehre in Japan, Europa und den Vereinigten Staaten bekannt.

### Michio Kushi und andere Ohsawa-Schüler
Nach Ohsawas Tod entwickelten einige seiner Schüler (u. a. Aveline und Michio Kushi, Cornellia und Herman Aihara) die moderne Makrobiotik weiter, ergänzten sie und passten sie den westlichen Lebensverhältnissen an. Michio Kushi (1926–2014) kam 1949 zum Studium in die Vereinigten Staaten. Er bemerkte, dass viele der Nahrungsmittel, die er empfahl, dort nicht zu bekommen waren. Gemeinsam mit seiner Frau Aveline gründete er deshalb einen der ersten Naturkost-Vertriebe des Landes (Erewhon). Sein Geschäft entwickelte sich schnell zum führenden Anbieter von Naturkost und makrobiotischen Erzeugnissen. Michio und Aveline Kushi gründeten mit der sogenannten East-West-Foundation und dem Kushi-Institut zwei Einrichtungen zur weiteren Verbreitung ihrer Lehre und riefen die Monatszeitschrift East West Journal ins Leben, die weltweit verbreitet wird. Kushis Hauptinteresse, geprägt von seinen Eindrücken während des Zweiten Weltkriegs, gilt der Frage, ob und wie Lebensstil und Ernährung einen Einfluss auf das friedliche Zusammenleben der Völker haben. Sein zentrales Buch zu dieser Frage ist „One Peaceful World“ (1986), sein Hauptwerk zur Ernährungslehre ist „Die Kushi-Diät“ (1984).

## Die Lehre Ohsawas
Ohsawas Lebenswerk bestand in der Weiterentwicklung und Vermittlung der Makrobiotik, die er für den einzigen Weg zur Erlangung von Glück, Gesundheit und einem langen Leben hielt.

### Weltanschauliche Grundlagen
Seine Lehre begründet Ohsawa in den „großen Religionen des Fernen Ostens“, deren Grundanliegen er darin sah, den Menschen zu Glück und Gesundheit hier auf Erden zu verhelfen und nicht erst in ferner Zukunft. Hierbei berief er sich insbesondere auf den Zen-Buddhismus beziehungsweise die makrobiotische Ernährung in Zen-Klöstern. Die Gesundheit und Langlebigkeit der Zen-Mönche und - Nonnen führt er als Beispiel für die heilsame Wirkung der Makrobiotik an.
Er bedauerte den Autoritätsverlust der Religionen in der Moderne, wodurch seiner Auffassung nach die „Prinzipien des Lebens und der Natur“ nicht mehr ausreichend Beachtung finden. Den wichtigsten religiösen Aspekt sieht er im daoistischen Prinzip (chin. 道教, dàojiào „Lehre des Weges“) von Yin und Yang. Nach Ohsawas Meinung konnte nur durch Befolgen dieser Lehre individuelles Lebensglück erreicht werden:
„Für diejenigen, die das praktische Paradoxon des Yin/Yang-Denkens verstehen, ist das Leben eine ständige Ausbildung an der größten aller Universitäten, Unterricht frei und ohne Gebühren. Für diejenigen, die nichts von Yin und Yang wissen, kann das Leben die Hölle sein.“
Seine eigene Lehre bezeichnete er als das „einzige Prinzip“, einen Schatz und zugleich ein wertvolles Geschenk an die westliche Welt.

### Glück und Gesundheit
Glück und Gesundheit bedingen nach Ohsawa einander unmittelbar. Er benennt in Anlehnung an die „alten Weisen“ fünf Glücksmerkmale, die sich auch in kleinsten Einzelheiten des täglichen Lebens zeigen und von ihm als individueller Ausdruck von Göttlichkeit und Ordnung des Universums angesehen werden:
- Die Fähigkeit zur Freude in einem langen und interessanten Leben mit tollen Erfahrungen
- Das Freisein von Angst und Sorge bezüglich Geld
- Eine instinktive Überlebensfähigkeit zur Vermeidung von Unfällen, Krankheit und frühzeitigem Tod
- Die Fähigkeit zu lieben, verbunden mit dem Verständnis und der Annahme der unendlichen Ordnung des Universums zu allen Zeiten und auf allen Ebenen
- Eine angeborene Selbstlosigkeit sowie gute Manieren. Hierzu gehört auch, niemals zu versuchen, der Erste zu sein, aus Angst der Letzte zu werden.[* 4]

Nach Ohsawa kann ein Mensch durch das Befolgen der makrobiotischen Richtlinien einen Zustand vollkommener Gesundheit erlangen. Zur Überprüfung des eigenen Gesundheitszustandes empfahl er unter Berufung auf „die östliche Weisheit“ folgende Kriterien:
- Freisein von Ermüdung: Da Müdigkeit ein Zeichen von Krankheit ist, wird der wirklich gesunde Mensch niemals müde. Auch heißt er überraschend auftretende Situationen stets willkommen und ist immer bereit, unerwartet auftauchende Schwierigkeiten zu überwinden.
- Guter Appetit: Ein gesunder Mensch erfreut sich an einfachen Nahrungsmitteln, die er mit tiefer Dankbarkeit für den Schöpfer genießt. Sexueller Appetit ist ebenfalls ein Zeichen für Gesundheit.
- Tiefer Schlaf: Nach Ohsawas Auffassung deutet ein schlechter Schlaf auf grundlegende Gesundheitsmängel hin. Ein gesunder Mensch kann unabhängig vom jeweiligen Ort binnen weniger Minuten einschlafen, hat einen traumlosen Schlaf und spricht auch nicht im Schlaf. Weiterhin kann er zu einer zuvor gewünschten Zeit erwachen. Vier bis sechs Stunden Schlafdauer genügen.
- Gutes Gedächtnis: Als „grundlegender Lebensfaktor“ ist ein schlechtes Gedächtnis ebenfalls ein Zeichen schlechter Gesundheit.
- Gute Laune: Ein gesunder Mensch verbreitet durch heitere Stimmung und Freundlichkeit gute Laune und ist niemals ärgerlich. Er zeigt Bewunderung für Menschen und auch kleine Dinge und lernt von Feinden, „selbst wenn sie grausam und stark sind“.
- Genauigkeit im Denken und Handeln: Gesunde Menschen sind instinktiv und schnell und können sichere Urteile fällen. Auch fallen sie auf durch ihre Fähigkeit, Schönheit zu schaffen.[* 5]

### Sanpaku
Mit dem japanischen Wort Sanpaku bezeichnet Ohsawa die allgemeine Situation des westlichen Menschen. Dieser Begriff steht sowohl für eine Krankheit des Körpers wie auch für einen gefährlichen Zustand von Geist und Seele. Den Sanpaku-Menschen sieht er als völlig aus dem Gleichgewicht geraten. Insbesondere bestehe eine große Anfälligkeit für Unfälle und Krankheiten.
Wörtlich übersetzt bedeutet Sanpaku drei (san) Weiß (paku). Damit ist ein Aussehen eines Auges gemeint, bei dem die Iris von drei weißen Flächen umgeben ist, wenn es entspannt geradeaus schaut und sich unterhalb der Iris eine deutliche weiße Fläche befindet. Bei einem Neugeborenen ruht der untere Rand der Iris noch unter dem unteren Augenlid, die Iris schaut aus wie eine auf- oder untergehende Sonne. Wird der Mensch alt oder krank, verändert das Auge dieser Auffassung gemäß sein Aussehen hin zum typischen Sanpaku-Zustand.
Ohsawa berichtet, dass die Menschen des Fernen Ostens seit Jahrtausenden gegenseitig die Augen nach diesem gefährlichen Zeichen absuchten. Aufsehen erregte er in den Vereinigten Staaten, die für ihn ein „Sanpaku-Land“ waren, in dem er bei vielen westlichen Menschen Sanpaku-Augen zu erkennen glaubte, durch seine Vorhersage, dass verschiedene Persönlichkeiten des öffentlichen Lebens mit Sanpaku-Augen in große Schwierigkeiten geraten würden. Namentlich erwähnte er Marilyn Monroe, Brigitte Bardot, Karim Qasim, Präsident Diem und Präsident Kennedy. Nach dem Tod von Kennedy führte seine Vorhersage zu einer entsprechenden öffentlichen Resonanz, welche er folgendermaßen kommentierte:

„Tausende von Amerikanern lasen meine Vorhersage von Kennedys Tod, doch niemand kam frühzeitig zu mir, um zu erfahren, wie frühzeitig sein Schicksal zu ändern wäre […] Was ist der Grund für diese niedrige Stufe von Verständnis? Im Osten kennt jeder die Bedeutung von Sanpaku seit undenklichen Zeiten. Nur das Warum wurde vergessen […] Alle sind mehr oder weniger Sanpaku […] Sie [die Menschen] müssen sich selbst heilen, ehe sie sich um etwas anderes kümmern.“

### Krankheit
Ohsawa zufolge gibt es nur eine wirkliche Krankheit:

„[…] die ursprüngliche Sünde, ein Verspotten der Naturgesetze, eine Verleugnung der Wahrheit durch nichts als Unwissenheit oder nichts als Eigensinn, ein Auflehnen des eigenen Ich gegen die unveränderliche, uranfängliche Ordnung des Universums.“

Für ihn wird „jede Krankheit durch ein Ungleichgewicht von Yin und Yang verursacht“.
Folgerichtig hielt Ohsawa unheilbare Krankheiten für eine überhebliche menschliche Erfindung, weil sie göttliche Schuld an die Stelle menschlicher Eigenverantwortung setzt. Er war sich sicher, dass es keine Krankheit auf der Welt gibt, einschließlich Paralyse, Diabetes, Lepra, Epilepsie, Krebs, Asthma, die nicht durch die richtige medizinische Philosophie, gepaart mit der richtigen Lebenshaltung, ausgemerzt werden könnte:
„Wenn wir uns nicht durch Beten und Fasten heilen können, dann heißt das, unsere Vorstellung von Fasten wurde verdorben. Jesus heilte jede Krankheit durch den Glauben. Der Glaube ist nichts weiter als unaufhörliches Beten. Aber Beten in diesem Sinne darf nicht mit Betteln oder Flehen um persönlichen Vorteil verwechselt werden. Es ist vielmehr tiefe und unaufhörliche Meditation – andauerndes Versunkensein in die unendliche Gerechtigkeit und göttliche Ordnung des Universums.“
Dieses Prinzip vertrat Ohsawa auch für Herzleiden und Infektionskrankheiten sowie für psychiatrische Erkrankungen wie Schizophrenie und Verfolgungswahn. Als Rezept für alle Krankheiten empfiehlt er darüber hinaus eine strenge Befolgung der Diät Nummer 7 (s. u.). Für verschiedene Erkrankungen gibt er konkrete Ernährungsratschläge. Nur im „äußersten Notfall“ hielt er eine „zweifelhafte Rettung“ durch „drastische Chirurgie“ für angezeigt.

### Verhältnis zur Medizin
Wie Ishizuka, vertrat auch Ohsawa Überzeugungen, die im Widerspruch zu wissenschaftlichen Paradigmen standen und bis heute stehen. Beide erkannten nicht an, dass Krankheiten durch pathogene Mikroorganismen (Bakterien) oder Viren entstehen. Er betonte hingegen die Rolle des Immunsystems, dessen Schwächung überhaupt erst eine Angriffsfläche biete. Dementsprechend verfolgte der makrobiotische Heilungsansatz die Stärkung des Immunsystems und weniger die Bekämpfung von Bakterien oder einzelner Symptome. Das Viruskonzept lehnten beide als hypothetisch ab und bezeichneten es als Irrlehre.
Ohsawa kritisierte an der abendländischen Medizin deren fehlende Moral und Spiritualität, da sie um jeden Preis nur darauf aus sei, lediglich die Symptome des Patienten zu beseitigen. Hierbei soll sie „brutal, egozentrisch und unmoralisch“ vorgehen. Die „Wunderdrogen“ heilen nach Ohsawas Ansicht die Patienten nicht wirklich, sondern führen zur Entstehung noch ernsterer Erkrankungen in späteren Generationen. Die Vorgehensweise der wissenschaftsbasierten Medizin ist seiner Meinung nach lediglich ein „blindes Herumirren“ ohne Richtlinie. Medikamente und chirurgische Eingriffe sollen nur dazu dienen, den Menschen für „das Tor der wahren Gesundheit“ blind zu machen. Er meint, dass eine auf diesem Weg geheilte Krankheit wiederkommen wird, eventuell auch in einer anderen Form.

### Lebensführung
Die makrobiotische Weltanschauung, zu der vor allem die besondere Ernährung gehört, soll nach Ohsawas Auffassung fester Bestandteil des Lebens werden. Wenn jemand ein armes bescheidenes und mühevolles Leben führt, soll ihm unsagbarer Reichtum zuteilwerden. Wahre Gesundheit kann dann auch unter erbärmlichen Bedingungen bewahrt werden, selbst unter Gewalt oder bei Erleidung von Schicksalsschlägen. Voraussetzung ist die Anerkennung des Prinzips der Einheit des Universums und der Art und Weise, wie der Mensch eine Beziehung zu dieser herstellt. Ebenso wichtig soll es sein, lieben zu lernen und das Geschenk des Lebens mit anderen zu teilen. Wahres Geben und Nehmen ist Ohsawa zufolge ein wichtiger Maßstab für den individuellen Gesundheitszustand. Ebenso rät er davon ab, sich selbst zu verhätscheln oder zu verwöhnen. Sehr wichtig sei körperlich schwere Arbeit, bis zur Ermüdung.

### Gesundheit durch Ernährung
Das Kernstück der makrobiotischen Lebensführung besteht in Ohsawas Ernährungslehre. Ein ausgewogenes Verhältnis in der Nahrung führt zu einem ausgeglichenen Zustand des Qi im Körper. Alle Lebensmittel werden nach den Yin-und-Yang-Prinzipien entsprechend ihrer energetischen Eigenschaft eingeteilt in Yin (ausdehnend), Yang (zusammenziehend) oder völlig ausgewogen. Wichtigste Nahrungsgrundlage der Makrobiotik ist generell das ganze Korn verschiedener Getreidearten, vor allem Reis. Nach makrobiotischer Auffassung führt eine Yang-betonte Ernährung zu inneren Verspannungen, eine Yin-betonte Ernährung dagegen zu Konzentrationsmangel und Gedächtnisschwäche.
Zur Erklärung des Wirkungszusammenhanges makrobiotischer Ernährung bietet Ohsawa ein einfaches organisches Funktionsschema an: Der Körper wird im Gesunden wie im Kranken durch den Blutstrom aufrechterhalten. Das Blut wird „jeden Tag im Verhältnis 300 Millionen Kügelchen pro Sekunde zersetzt und wieder erneuert – also zu einem Zehntel der Gesamtmenge pro Tag“. Dieser Idee folgend meint Ohsawa, dass das Blut innerhalb von zehn Tagen ganz und gar umgewandelt ist, wenn man biologisch und öko-biologisch isst und trinkt. Er folgert: „Deshalb sollte entsprechend der Konstitution des Universums und wie durch die altehrwürdige Philosophie der östlichen Medizin verstanden und dargestellt, logischerweise jede Krankheit innerhalb von zehn Tagen zum Stillstand gebracht, wenn nicht geheilt werden.“
Ohsawa unterschied zehn Stufen der Ernährung, die er mit −3 bis 7 bewertete. Von Stufe 1 bis 7 wird eine zunehmende Höherwertigkeit gesehen, da die Stufen eine zunehmende Ausgewogenheit von Yin und Yang enthalten sollen. Auch war er der Auffassung, dass man alle Diätvorschriften über Nr. 3 so lange gefahrlos fortsetzen kann, wie man will.
Der Stufe Nr. 7, die ausschließlich aus Getreide und Gomashio (Sesamsalz) besteht, misst Ohsawa besondere Bedeutung zu, denn zu Beginn der Ernährungsumstellung oder bei Krankheit wird Stufe 7 als Umstellungsdiät für einige Zeit empfohlen. Bei Herstellung der Gesundheit kann dann auch zu den Stufen 1 bis 6 übergegangen werden. Stufe 7 ist seiner Auffassung nach „der leichteste, einfachste, klügste und schnellste Weg zurück zur Gesundheit“, den man „für ein paar Wochen oder Monate“ beschreiten soll, wenn in den anderen Stufen noch nicht der optimale Gesundheitszustand, gemessen anhand Ohsawas sechs Kriterien (s. o.), erreicht wurde.
Bei allem, so betont Ohsawa wiederholt, kommt dem Menschen eine hohe Eigenverantwortung für Ernährung und Gesundheit zu. Durch Eigenbeobachtung soll er ein zunehmendes Körpergefühl und -bewusstsein entwickeln und selber entscheiden, was der eigenen Gesundheit am besten bekommt.
Die Stufen −1 bis −3 werden von Ohsawa als leicht unterhalb der absoluten Unbedenklichkeit eingestuft. Ein ansonsten gesunder Mensch kann sich jedoch zur Abwechslung auch nach diesen Stufen ernähren. Explizit empfohlen werden sie jedoch nicht.
| Nr. | Getreide | Gemüse | Suppe | Tierisches | Obst/Salat | Nachtisch | Getränke/Flüssigkeit |
| --- | -------- | ------ | ----- | ---------- | ---------- | --------- | -------------------- |
| 7   | 100 %    |        |       |            |            |           | sparsam              |
| 6   | 90 %     | 10 %   |       |            |            |           | „                    |
| 5   | 80 %     | 20 %   |       |            |            |           | „                    |
| 4   | 70 %     | 20 %   | 10 %  |            |            |           | „                    |
| 3   | 60 %     | 30 %   | 10 %  |            |            |           | „                    |
| 2   | 50 %     | 30 %   | 10 %  | 10 %       |            |           | „                    |
| 1   | 40 %     | 30 %   | 10 %  | 20 %       |            |           | „                    |
| -1  | 30 %     | 30 %   | 10 %  | 20 %       | 10 %       |           | „                    |
| -2  | 20 %     | 30 %   | 10 %  | 25 %       | 10 %       | 5 %       | „                    |
| -3  | 10 %     | 30 %   | 10 %  | 30 %       | 15 %       | 5 %       | „                    |

Die makrobiotische Ernährung ist weitestgehend vegetarisch und besteht vor allem aus unverarbeitetem Getreide, Algen, einigen Gemüsen und kleinen Mengen Fisch. Ohsawa vertrat weiterhin die Theorie, der menschliche Körper sei in der Lage, selbst Vitamin C herzustellen, wenn ihm keines mit der Nahrung zugeführt werde.
„Sein radikales Ernährungskonzept beinhaltete in erster Linie Buchweizen, etwas gekochtes Gemüse und Hülsenfrüchte, Meeresalgen, reichlich Kochsalz und nur ein Minimum an Flüssigkeit. Früchte, Kräuter, Kaffee, Zucker und Milchprodukte waren ausgeklammert.“ Vor allem bei Krankheit sollte die Ernährung ausschließlich aus Getreide (Reis) bestehen; in jedem Fall sollte es mindestens einen Anteil von 60 Prozent einnehmen.
Nach makrobiotischer Lehre soll ein ausgewogenes Verhältnis von Mineralien (vor allem die beiden Gegenspieler Kalium und Natrium) für die Aufrechterhaltung der Gesundheit von entscheidender Bedeutung sein.
Fleisch gilt in der Makrobiotik als schwer verdaulich und bildet beim Verdauungsprozess angeblich Toxine im Körper, was zur Übersäuerung des Organismus führe. Das Ernährungskonzept verzichtet daher generell auf Fleisch. Auch Milch und Milchprodukte gelten als schädlich und werden abgelehnt. Sie seien für Menschen (außer Muttermilch) „Fremdkörper“, die wegen des Kasein-Gehaltes angeblich Schleim im Darm und in den Atemwegen bilden und diverse Krankheiten verursachen. Auch Zucker wird abgelehnt und gilt als wesentlicher Verursacher von Zivilisationskrankheiten; er gilt als extrem Yin. Salz sei dagegen extrem Yang.
Nachtschattengewächse wie Kartoffeln, Tomaten und Paprika gelten ebenfalls als stark yin und sind daher zu meiden. Rohkost habe eine kühlende Wirkung auf den Organismus und soll nur in kleinen Mengen gegessen werden. Grundsätzlich abgelehnt werden die meisten Genussmittel wie Kaffee, schwarzer Tee, scharfe Gewürze, Alkohol, stark verarbeitete Lebensmittel, Konserven und Tiefkühlkost.

## Weiterentwicklung der Makrobiotik

### Ernährung nach Kushi/Acuff
Michio Kushi gab die Einteilung der Ernährung in Stufen, wie sie Ohsawa vorgenommen hatte, völlig auf. Basierend auf seiner modifizierten Version von makrobiotischer Ernährung soll die tägliche Nahrung für Mitteleuropäer aus 50 % Getreide (u. a. Reis, Weizen, Gerste, Hirse, Hafer, Mais in den verschiedensten Zubereitungsarten), 25 % Gemüse (Blatt-, Knollen- und Wurzelgemüse, überwiegend gekocht, gebraten, gedünstet, aber auch zu einem kleinen Teil roh), 13 % pflanzlichem Eiweiß (Bohnen, Kichererbsen, Linsen, Seitan, Tofu und Algen), 6 % Suppe/Getränke sowie bei Bedarf 6 % Fisch und Desserts bestehen. Je nach Autor finden sich etwas abweichende Angaben. Diese Ernährungsempfehlung entspricht den unteren Stufen bei Ohsawa.
Als Getreide wird fast ausschließlich das ganze Korn verwendet (nicht poliert, geschält oder ausgesiebt), beim Gemüse wird Wert gelegt auf biologischen Anbau ohne Chemikalieneinsatz. Gewürzt wird mit diversen Sojasaucen, Miso, Essig, unraffiniertem Meersalz, Ingwer, Knoblauch und verschiedenen Gartenkräutern. Öl (pflanzlich und ungehärtet) und Saaten (Sesam, Kürbiskerne) werden gebraucht.
In der Makrobiotik sind nach Kushi drei Mahlzeiten üblich. Das Frühstück besteht meist aus Misosuppe und Getreidebrei mit etwas milchsauer fermentiertem Gemüse. Desserts werden üblicherweise nur nach dem Abendessen verzehrt. Die Speisen sollen gut gekaut werden, und es soll nur so viel gegessen werden, bis das Sättigungsgefühl gerade knapp eintritt. Getrunken werden hauptsächlich verschiedene Teesorten, Getreidekaffee und Wasser. Stimulierende und alkoholische Getränke werden eher bei besonderen Anlässen (Festen) getrunken; ähnliches gilt für den Verzehr von Kuchen, Torten und anderen Snacks, die im Allgemeinen eher gelegentlich genossen werden sollen.
Abweichungen von der Standarddiät sind zulässig. Die Auswahl, Zusammensetzung und Zubereitung der Nahrung soll dem individuellen Gesundheitszustand, dem Geschlecht, dem Alter, der Aktivität, der Jahreszeit, dem Klima, und der geographischen Lage angepasst werden. Acuff gilt als ein Makrobiotik-Vertreter, der die meisten Abweichungen von der „Standarddiät“ zulässt und von „Ernährungsempfehlungen“ spricht. Er empfiehlt zur Nährstoffversorgung auch Eier und fettreichen Fisch.

## Vitamin-B12-Kontroverse
Um die Jahrtausendwende entstand innerhalb der makrobiotischen Gemeinschaft ein Streit darüber, ob durch die traditionelle makrobiotische Ernährung, die auf Ishizuka und Ohsawa fußt, dem Körper ausreichend Vitamin B12 zugeführt würde. Ausgelöst wurde diese Kontroverse von einigen niederländischen Studien zu Beginn der 1990er-Jahre, die einen signifikanten Vitamin-B12-Mangel bei den untersuchten Makrobioten feststellten. Während Kushi weiterhin daran festhielt, dass durch Fisch und vergorene Sojaprodukte (Miso und Tempeh) der Vitamin-B12-Bedarf ausreichend gedeckt werden könne, ergänzte Kushi-Schüler Steven Acuff (* 1945 in Idaho, USA) seine Ernährungsempfehlungen um den regelmäßigen Verzehr von Hühnereiern.
Heute zeigen diverse Studien, dass eine makrobiotische Ernährung ohne B12-Supplemente zu einem Vitamin-B12-Mangel führt.

## Studien
Die Nationale Verzehrsstudie von 2007 gibt Aufschluss darüber, dass der Anteil der makrobiotisch lebenden Menschen in Deutschland kleiner als 0,1 % sein dürfte. Es gibt deshalb nur wenige klinische oder empirische Studien über makrobiotisch lebende Menschen. Einige Untersuchungen aus den Niederlanden geben Grund zu der Annahme, dass eine restriktive und nicht auf die individuellen Bedürfnisse abgestimmte makrobiotische Ernährung zu Nährstoffmangel führt. Dies gilt insbesondere für Kinder. So zeigten sich signifikant niedrigere Vitamin-B12-, Kalzium- und Magnesiumkonzentrationen in der Muttermilch. Die makrobiotische Ernährung führte bei Kindern bis zum Alter von zehn Jahren zu einem verlangsamten Wachstum. Makrobiotisch ernährte Kinder sind bis zum Alter von 16 Jahren kleiner als der Durchschnitt aller Kinder und werden etwas später geschlechtsreif. Die Autoren raten daher, die makrobiotische Standarddiät um moderate Mengen Milchprodukte zu ergänzen.
Bei Untersuchungen von makrobiotisch lebenden Familien wurde festgestellt, dass etwa ein Drittel der Kinder stark abgemagert und unterernährt war, es zeigten sich Störungen in der Grobmotorik und eine verzögerte Sprachentwicklung. 28 % der Kinder hatten im Sommer und 55 % im Winter Symptome von Rachitis. Laut Claus Leitzmann ist makrobiotische Ernährung nach Kushi und Acuff auch für Erwachsene nur bedingt zu empfehlen, da es zu Mangelzuständen kommen könne.
Eine Arbeit von Margaret Shull aus dem Jahre 1977 verglich makrobiotisch ernährte Kinder mit vegetarisch ernährten sowie sich mit Mischkost ernährenden Kindern in den Vereinigten Staaten. Im Ergebnis zeigte sich, dass vegetarisch ernährte Kinder ein geringeres Gewicht hatten und kleiner waren als üblich ernährte Kinder. Des Weiteren zeigte sich dabei, dass bei makrobiotisch ernährten Kindern unter 2 Jahren das Längenwachstum und die Gewichtszunahme sich nicht von nicht-makrobiotisch ernährten Kindern unterschieden und dass bei einem Alter von über zwei Jahren die durchschnittliche Gewichtszunahme der makrobiotisch ernährten Kinder signifikant größer war als die der nicht-makrobiotisch ernährten Kinder. Außerdem wurden bei vegetarisch und makrobiotisch ernährten Kindern ein höherer IQ festgestellt. Einer Studie von Gale aus dem Jahr 2007 zufolge haben Vegetarier einen höheren IQ als die Durchschnittsbevölkerung, eine bessere Ausbildung und sind häufiger weiblichen Geschlechts.
Bei einer im Jahr 2000 publizierten Studie aus den Niederlanden schnitten Kinder im Alter zwischen neun und 15 Jahren, die in der frühen Kindheit makrobiotisch ernährt wurden, bei Intelligenztests schlechter ab als die Kinder einer Vergleichsgruppe, die sich nur durch ihre nicht-vegetarische Ernährungsweise von diesen unterschieden, der soziale Hintergrund war identisch. Die Forscher stellten einen signifikanten Zusammenhang mit dem ermittelten Cobalamin-Status der Makrobiotik-Kinder fest; die Kinder mit eindeutigem Cobalamin-Mangel erzielten die schwächsten Ergebnisse. Hauptquelle für Cobalamin sind Lebensmittel tierischer Herkunft.

## Kritik

### Risiko der Mangelernährung
Der Ernährungswissenschaftler Claus Leitzmann bewertet makrobiotische Ernährung wie folgt: „Aus Gründen der sehr beschränkten Lebensmittelauswahl ist die Makrobiotik nach Ohsawa die umstrittenste alternative Ernährungsform. Sie ist ernährungsphysiologisch problematisch und kann u. a. aufgrund der geringen Trinkmenge zu schwerwiegenden gesundheitlichen Problemen führen. Bei einer reinen Getreideernährung, wie sie insbesondere für Kranke empfohlen wird, sind gravierende Mangelerscheinungen zu erwarten. (…) Bei einer makrobiotischen Ernährung nach Kushi ergeben sich vor allem für Kinder Probleme, da insbesondere die Zufuhr an Fett, Kalzium, Eisen sowie der Vitamine D, B2 und B12 zu gering ist (…).“
Aus den Vereinigten Staaten sind schwere Formen der Fehlernährung bei Kindern bekannt geworden, die strikt makrobiotisch ernährt wurden. Die Autoren McBean und Speckmann halten die strikt befolgte makrobiotische Ernährung für die potenziell gefährlichste Form vegetarischer Ernährung.
Der deutsche Pädiater Lentze wies 2001 darauf hin, dass es bei strikter Befolgung von Rohkost- und makrobiotischer Ernährung in der Vergangenheit zu schweren Mangelerscheinungen wie Rachitis, Osteoporose, Anämie und zu Gedeihstörungen bei Kindern kam, und hält diese Ernährungsform für Säuglinge und Kleinkinder für nicht geeignet.

### Mutmaßliche heilende Wirkung
In einer Stellungnahme der Deutschen Gesellschaft für Ernährung heißt es: „Abzulehnen ist vor allem der Anspruch, sämtliche Krankheiten, einschließlich Krebs, zu heilen.“

### Vitamin C
Die Behauptung Ohsawas, der menschliche Körper könne Vitamin C selbst herstellen, ist wissenschaftlich völlig unhaltbar.

### Nahrung der Zen-Mönche
Der Zen-Meister Philip Kapleau, der Mitte des 20. Jahrhunderts mehrere Jahre in Japan Zen studierte und danach bis zu seinem Tod im Jahr 2004 in den Vereinigten Staaten lehrte, bestreitet Ohsawas Aussagen über die Bedeutung der Makrobiotik in Zen-Klöstern. In keinem der verschiedenen Klöster, in denen Kapleau während seines Japanaufenthaltes lebte, wurde die Nahrung nach den Prinzipien von Yin und Yang zubereitet. Gewöhnliche Zen-Mönche sind seiner Erfahrung nach weder besonders gesund noch erreichen sie ein ungewöhnliches Lebensalter. Selbst berühmte Zen-Meister der Vergangenheit wie Dogen zenji oder Bassui zenji starben vorzeitig an Tuberkulose. Auch Ishizuka wurde nicht älter als 60 Jahre, Ohsawa nur 72 Jahre alt.
Kapleau berichtet von einer für ein japanisches Kloster ungewöhnlichen Krise, die er selbst miterlebte. Beim Versuch eines Abtes, braunen statt weißen Reis einzuführen, traten die keineswegs üppig ernährten Mönche in einen Hungerstreik. Letztlich musste die Klosterleitung nachgeben und wieder den vertrauten weißen Reis zulassen.